# Ferme de la Servette
La ferme de la Servette est une ferme située à Saint-Trivier-de-Courtes, en France.

## Présentation
La ferme de la Servette est localisée dans le département français de l'Ain, sur la commune de Saint-Trivier-de-Courtes, au hameau portant son nom. Elle se situe plus exactement à la sortie nord du village, à côté du rond-point où se croisent la D975, la D58 b et la D2.
C'est la seule ferme à cheminée sarrasine possédant un toit à forte pente du nord. Mis à part le bâtiment principal ayant la cheminée, la ferme comporte des bâtiments annexes.
La poutre maîtresse de la ferme est datée de 1453, indiquant sa date probable de construction. La cheminée sarrasine et la toiture sont inscrites au titre des monuments historiques depuis 1944.